# Pseudonapomyza nikolayi
Pseudonapomyza nikolayi este o specie de muște din genul Pseudonapomyza, familia Agromyzidae, descrisă de Zlobin în anul 2002. Conform Catalogue of Life specia Pseudonapomyza nikolayi nu are subspecii cunoscute.